# OAZ1
OAZ1 (англ. Ornithine decarboxylase antizyme 1) – білок, який кодується однойменним геном, розташованим у людей на короткому плечі 19-ї хромосоми. Довжина поліпептидного ланцюга білка становить 228 амінокислот, а молекулярна маса — 25 406.
| 10         |  | 20         |  | 30         |  | 40         |  | 50         |
| ---------- |  | ---------- |  | ---------- |  | ---------- |  | ---------- |
| MVKSSLQRIL |  | NSHCFAREKE |  | GDKPSATIHA |  | SRTMPLLSLH |  | SRGGSSSESS |
| RVSLHCCSNP |  | GPGPRWCSDA |  | PHPPLKIPGG |  | RGNSQRDHNL |  | SANLFYSDDR |
| LNVTEELTSN |  | DKTRILNVQS |  | RLTDAKRINW |  | RTVLSGGSLY |  | IEIPGGALPE |
| GSKDSFAVLL |  | EFAEEQLRAD |  | HVFICFHKNR |  | EDRAALLRTF |  | SFLGFEIVRP |
| GHPLVPKRPD |  | ACFMAYTFER |  | ESSGEEEE   |  |            |  |            |

A: Аланін

C: Цистеїн

D: Аспарагінова кислота

E: Глутамінова кислота

F: Фенілаланін

G: Гліцин

H: Гістидин

I: Ізолейцин

K: Лізин

L: Лейцин

M: Метіонін

N: Аспарагін

P: Пролін

Q: Глутамін

R: Аргінін

S: Серин

T: Треонін

V: Валін

W: Триптофан

Задіяний у такому біологічному процесі, як транспорт. 